# Shah Gul Rezai
Shah Gul Rezai, en darí: شاه گل رضایی‎ , (1979 Ghazni) fue elegida para representar a la provincia de Ghazni en la Wolesi Jirga de Afganistán, la cámara baja de su Legislatura Nacional, en 2005. Fue miembro del grupo étnico hazara siendo maestra del distrito de Jaghori.

## Biografía
Shah Gul Rezai es bachiller y ex directora del liceo femenino Saynabia del distrito de Jaghoori en la provincia de Ghazni. Se licenció en Derecho y Ciencias Políticas en la Universidad de Kabul en 2011. Ha seguido cursos de inglés e informática en Pakistán y la India.Fue miembro de la Comisión de Asuntos de la Mujer en la Wolesi Jirga de 2005. Shah Gul Razaee formó y lideró un nuevo grupo parlamentario de 23 miembros, Sadai Adalat (Voz de la Justicia) en la Wolesi Jirga. La diputada Asadullah Saadati (Daikundi) es miembro del nuevo grupo. Fue además una de las dos secretarias de la Coalición de Apoyo al Estado de Derecho y denunció abiertamente la insuficiencia de las instituciones de gobierno y policiales en la provincia de Ghazni.
Estuvo en la Comisión de Transporte, Telecomunicaciones, Asuntos Urbanos y Vivienda, Agua y Energía y Asuntos Municipales entre 2011-2012. 
Shah Gul Rezai, profesora y antigua miembro del Parlamento afgano, ha explicado recientemente que el objetivo de los talibanes al convertir las escuelas en madrasas es doble: en primer lugar, difundir el extremismo religioso y una interpretación distorsionada de las enseñanzas religiosas. En segundo lugar, al admitir a niñas en las madrasas, como ha ocurrido en algunos distritos, los talibanes quieren engañar a la comunidad internacional haciéndole creer que apoyan la educación de las niñas y obtener el reconocimiento internacional. Rezai advierte: «Si los talibanes consiguen sustituir las escuelas públicas por madrasas, tendrá graves consecuencias no sólo para Afganistán, sino también para la región y el mundo.»